# Camptoplites atlanticus
Camptoplites atlanticus är en mossdjursart som beskrevs av Roxanne Irene Hastings 1943. Camptoplites atlanticus ingår i släktet Camptoplites och familjen Bugulidae. Inga underarter finns listade i Catalogue of Life.